# Dorothy Howell
Dorothy Gertrude Howell (Birmingham, 25 februari 1898 – Malvern, 12 januari 1982) was een Engelse pianiste en componiste.
Howell studeerde aan de Royal Academy of Music, waar ze pianoles kreeg van Tobias Matthay en compositie van John Blackwood McEwen. Haar muzikale stijl heeft veel invloed van onder meer Richard Strauss. Haar eerste succes kwam kort na haar afstuderen: het symfonisch gedicht Lamia kreeg zijn eerste uitvoering door Sir Henry Wood tijdens de promenadeconcerten in 1919, toen het enthousiast werd ontvangen (The Times van 13 september 1919 merkte op dat het werk 'buitengewone belofte toonde, zowel in de werkelijke muzikale materie als in de behandeling van het orkest). Wood herhaalde Lamia in elk van de zes daaropvolgende Proms-seizoenen.
Na verloop van tijd wijdde Howell zich aan het piano-onderwijs. Zij werd in 1924 docente piano aan de Royal Academy of Music en bleef dit doen tot 1970.
Ze schreef etudes en andere werken voor piano waaronder een pianoconcert, een stuk voor piano en orkest in D-mineur uit een deel met een duur van ongeveer 20 minuten. De vroegste schetsen voor het pianoconcert dateren van vóór de première van Lamia, maar Howell legde het werk opzij tot 1922, toen ze het serieus weer oppakte en de partituur voltooide in juli 1923. Ze stuurde het onmiddellijk naar Sir Henry Wood. Wood dirigeerde de première in de Queen’s Hall op 23 augustus 1923 tijdens het Proms-seizoen met de componiste zelf als solist. De recensies waren lauw en suggereerden dat Howell de belofte van Lamia niet had waargemaakt. In 1927 dirigeerde Adrian Boult het concert in Birmingham, en Wood herhaalde het op de Proms (opnieuw met Howell zelf als soliste), maar afgezien van een optreden van Cyril Smith in 1931 verdween het snel van het repertoire. Howell was zo erg ontmoedigd door de negatieve reacties op het concert, dat ze besloot geen grote werken meer te gaan schrijven. Het concert bestaat uit een geheel, onderverdeeld in drie (kleinere) delen met de aanduidingen Moderato marcato, Andante con moto e tranquillo (eindigend in een solo-cadens en Allegro moderato. Het werk is pas voor het eerst opgenomen in 2017 door de pianist Danny Shriver voor Hyperion Records.
Howell won in 1921 de Cobbett Prize voor haar Phantasy for Violin and Piano. Ze kreeg tijdens haar leven de bijnaam van "Engelse Strauss". Tijdens de Tweede Wereldoorlog diende ze bij het Women's Land Army. Van 1950 tot 1957 gaf Howell les aan het conservatorium van Birmingham. Na haar pensionering bleef Howell studenten privé lesgeven.
Howell stierf in Malvern op 83-jarige leeftijd en is begraven in de buurt van Sir Edward Elgar wiens graf ze enkele jaren verzorgde.